# Mattighofen
Mattighofen – miasto w Austrii, w kraju związkowym Górna Austria, w powiecie Braunau am Inn. Liczy ok. 6 tys. mieszkańców.
Znane z produkcji wysokiej klasy motocykli terenowych KTM.